# Хемпстед (окръг, Арканзас)
Окръг Хемпстед (на английски: Hempstead County) е окръг в щата Арканзас, Съединени американски щати. Площта му е 1919 km², а населението – 22 609 души (2010). Административен център е град Хоуп.